# Tami Whitlinger
Pour les articles homonymes, voir Jones.
Ne pas confondre avec Ann Haydon-Jones, Elizabeth Jones, Marion Jones, également joueuses de tennis.
Tami Whitlinger (née le 13 novembre 1968) est une joueuse de tennis américaine, professionnelle de la fin des années 1980 à 1997. Elle est aussi connue sous son nom de femme mariée, Tami Whitlinger-Jones.
En 1991, issue des qualifications, elle a joué les huitièmes de finale à Roland-Garros (battue par Arantxa Sánchez), sa meilleure performance en simple dans une épreuve du Grand Chelem.
Pendant sa carrière, Tami Whitlinger n'a remporté aucun titre WTA, mais en a décroché quatre (dont trois en simple) sur le circuit ITF.
Elle a joué au début de sa carrière quelques matchs en double avec sa sœur jumelle Tari. Sa fille Makenna (née en 1998) est championne universitaire en double dames et participe à l'US Open en 2021.

## Palmarès

### Titre en double dames
Aucun

### Finales en double dames
| No | Date       | Nom et lieu du tournoi                  | Catégorie | Dotation  | Surface         | Vainqueures                      | Partenaire      | Score         |          |
| -- | ---------- | --------------------------------------- | --------- | --------- | --------------- | -------------------------------- | --------------- | ------------- | -------- |
| 1  | 06-02-1995 | Ameritech Cup Chicago                   | Tier II   | 430 000 $ | Moquette (int.) | Gabriela Sabatini Brenda Schultz | Marianne Werdel | 5-7, 7-6, 6-4 | Parcours |
| 2  | 20-05-1996 | Internationaux de Strasbourg Strasbourg | Tier III  | 164 250 $ | Terre (ext.)    | Yayuk Basuki Nicole Bradtke      | Marianne Werdel | 5-7, 6-4, 6-4 | Parcours |
| 3  | 17-02-1997 | IGA Tennis Classic Oklahoma City        | Tier III  | 164 250 $ | Dur (int.)      | Rika Hiraki Nana Miyagi          | Marianne Werdel | 6-4, 6-1      | Parcours |

## Parcours en Grand Chelem

### En simple dames
| Année | Open d'Australie | Open d'Australie | Internationaux de France | Internationaux de France | Wimbledon       | Wimbledon         | US Open         | US Open            |
| ----- | ---------------- | ---------------- | ------------------------ | ------------------------ | --------------- | ----------------- | --------------- | ------------------ |
| 1986  | n/a              | n/a              | -                        | -                        | -               | -                 | 1er tour (1/64) | Helen Kelesi       |
| 1989  | -                | -                | -                        | -                        | -               | -                 | 3e tour (1/16)  | Natasha Zvereva    |
| 1990  | 3e tour (1/16)   | Gigi Fernández   | 1er tour (1/64)          | Regina Kordová           | 2e tour (1/32)  | Jo-Anne Faull     | 1er tour (1/64) | Radka Zrubáková    |
| 1991  | 2e tour (1/32)   | Rosalyn Fairbank | 4e tour (1/8)            | Arantxa Sánchez          | 2e tour (1/32)  | Anke Huber        | 1er tour (1/64) | Kimiko Date        |
| 1992  | 3e tour (1/16)   | Manuela Maleeva  | 1er tour (1/64)          | Sabine Appelmans         | 1er tour (1/64) | Barbara Rittner   | 1er tour (1/64) | V. Milvidskaia     |
| 1993  | 1er tour (1/64)  | Radka Zrubáková  | 1er tour (1/64)          | Sandra Cecchini          | 1er tour (1/64) | Ann Grossman      | 2e tour (1/32)  | Zina Garrison      |
| 1994  | 2e tour (1/32)   | Linda Ferrando   | 2e tour (1/32)           | Ludmila Richterová       | 1er tour (1/64) | Helena Suková     | 1er tour (1/64) | Mana Endo          |
| 1995  | 2e tour (1/32)   | Arantxa Sánchez  | 2e tour (1/32)           | Sabine Appelmans         | 3e tour (1/16)  | Kimiko Date       | 1er tour (1/64) | Lindsay Lee-Waters |
| 1996  | 3e tour (1/16)   | Sabine Appelmans | 2e tour (1/32)           | Magdalena Maleeva        | 1er tour (1/64) | Florencia Labat   | 3e tour (1/16)  | Jana Novotná       |
| 1997  | 1er tour (1/64)  | Sandra Kleinová  | 1er tour (1/64)          | Barbara Paulus           | 1er tour (1/64) | Lindsay Davenport | 1er tour (1/64) | Martina Hingis     |

À droite du résultat, l’ultime adversaire.

### En double dames
| Année | Open d'Australie             | Open d'Australie          | Internationaux de France      | Internationaux de France   | Wimbledon                     | Wimbledon                  | US Open                      | US Open                    |
| ----- | ---------------------------- | ------------------------- | ----------------------------- | -------------------------- | ----------------------------- | -------------------------- | ---------------------------- | -------------------------- |
| 1990  | -                            | -                         | -                             | -                          | -                             | -                          | 2e tour (1/16) T. Whitlinger | Elise Burgin R. Fairbank   |
| 1991  | 2e tour (1/16) Sandy Collins | Henricksson C. MacGregor  | 1er tour (1/32) Whittington   | Mercedes Paz G. Sabatini   | 3e tour (1/8) S. Stafford     | Gretchen Rush Robin White  | 3e tour (1/8) T. Whitlinger  | Sandy Collins R. McQuillan |
| 1992  | 2e tour (1/16) G. Helgeson   | L. Neiland Jana Novotná   | 1er tour (1/32) C. Cunningham | K. Godridge A. Woolcock    | 1er tour (1/32) Beverly Bowes | G. Fernández N. Zvereva    | 2e tour (1/16) S. Sampras    | A. Sánchez Helena Suková   |
| 1993  | 1er tour (1/32) Rene Simpson | L. Davenport Chanda Rubin | -                             | -                          | -                             | -                          | 1er tour (1/32) Julie Steven | Bryukhovets N. Medvedeva   |
| 1995  | -                            | -                         | 1er tour (1/32) M. Werdel     | C. Barclay J. Husárová     | 2e tour (1/16) M. Werdel      | G. Sabatini B. Schultz     | 1er tour (1/32) M. Werdel    | K. Nagatsuka Ai Sugiyama   |
| 1996  | 1er tour (1/32) Ann Grossman | Lisa Raymond G. Sabatini  | 1er tour (1/32) M. Werdel     | Amy Frazier Kimberly Po    | 2e tour (1/16) M. Werdel      | Katrina Adams M. de Swardt | 1er tour (1/32) M. Werdel    | Yayuk Basuki Caroline Vis  |
| 1997  | 1er tour (1/32) M. Werdel    | Els Callens G. Helgeson   | 1er tour (1/32) Maja Murić    | Erika de Lone R. Zrubáková | 2e tour (1/16) Maja Murić     | Amy Frazier Kimberly Po    | 1er tour (1/32) D. Jones     | Rika Hiraki A. Sidot       |

Sous le résultat, la partenaire ; à droite, l’ultime équipe adverse.

### En double mixte
| Année | Open d'Australie | Open d'Australie | Internationaux de France      | Internationaux de France | Wimbledon                     | Wimbledon                 | US Open                   | US Open                 |
| ----- | ---------------- | ---------------- | ----------------------------- | ------------------------ | ----------------------------- | ------------------------- | ------------------------- | ----------------------- |
| 1991  | -                | -                | 1er tour (1/32) T. Svantesson | C. Benjamin Kent Kinnear | 1er tour (1/32) T. Svantesson | Carin Bakkum Bret Garnett | -                         | -                       |
| 1992  | -                | -                | 2e tour (1/16) P. Galbraith   | L. Neiland Cyril Suk     | -                             | -                         | -                         | -                       |
| 1995  | -                | -                | 1er tour (1/32) Mark Keil     | Hetherington J. de Jager | 1er tour (1/32) Matt Lucena   | Navrátilová J. Stark      | -                         | -                       |
| 1996  | -                | -                | -                             | -                        | 2e tour (1/16) Brian MacPhie  | Pam Shriver P. Galbraith  | 2e tour (1/8) C. Woodruff | Helena Suková Cyril Suk |
| 1997  | -                | -                | -                             | -                        | 1er tour (1/32) B. Haygarth   | K. Radford Kelly Jones    | -                         | -                       |

Sous le résultat, le partenaire ; à droite, l’ultime équipe adverse.

## Classements WTA en fin de saison

### En simple
| Année | 1988 | 1989 | 1990 | 1991 | 1992 | 1993 | 1994 | 1995 | 1996 | 1997 |
| Rang  | 627  | 130  | 83   | 52   | 77   | 72   | 59   | 62   | 63   | 213  |

Source : (en) « Classements de Tami Whitlinger », sur le site officiel du WTA Tour

### En double
| Année | 1989 | 1990 | 1991 | 1992 | 1993 | 1994 | 1995 | 1996 | 1997 |
| Rang  | 523  | 140  | 93   | 118  | 246  | -    | 81   | 93   | 81   |

Source : (en) « Classements de Tami Whitlinger », sur le site officiel du WTA Tour